# Yayuk Basuki
Yayuk Basuki (30 de noviembre de 1970) es una extenista indonesia durante la década de 1990 en individuales y dobles. Se retiró en 2001, pero regresó en 2008 en la modalidad de dobles, para retirarse definitivamente en 2012.

## Biografía
Nació en Yogyakarta (Indonesia). Debutó en 1986 y en 1991 entró  el top 50 femenino, alcanzando el puesto 19 en individuales y el 9 en dobles. Ganó 6 torneos individuales y 9 en dobles.
Representó a su país en cuatro Juegos Olímpicos consecutivos: Seúl, Barcelona, Atlanta y Sídney. También ganó cinco medallas en los Juegos Asiáticos. Fue campeona asiática en la modalidad de dobles en Seúl 86, repitiendo triunfo en esa modalidad como en dobles mixtos en Pekín 1990, para terminar siendo campeona individual en Bangkok 1998. También obtuvo la medalla de bronce en individuales en Hiroshima 1994.

### Títulos

#### Individuales (6)
| Clasificación        |
| Grand Slam (0)       |
| WTA Championship (0) |
| Tier I (0)           |
| Tier II (0)          |
| Tier III (0)         |
| Tier IV (5)          |
| Tier V (0)           |
| VS (1)               |

| Títulos por superficie |
| Cemento (6)            |
| Tierra (0)             |
| Hierba (0)             |
| Moqueta (0)            |

| Nº | Fecha                 | Torneo       | Superficie | Rival            | Resultado |
| 1. | 15 de abril de 1991   | Pattaya      | Cemento    | Naoko Sawamatsu  | 6–2, 6-2  |
| 2. | 20 de abril de 1992   | Kuala Lumpur | Cemento    | Andrea Strnadova | 6-3, 6-0  |
| 3. | 12 de abril de 1993   | Pattaya      | Cemento    | Marianne Werdel  | 6-3, 6-1  |
| 4. | 26 de abril de 1993   | Yakarta      | Cemento    | Ann Grossman     | 6–4, 6–4  |
| 5. | 14 de febrero de 1994 | Pekín        | Cemento    | Kyoko Nagatsuka  | 6-4, 6-2  |
| 6. | 25 de abril de 1994   | Yakarta      | Cemento    | Florencia Labat  | 7–6, 6–1  |

### Finalista (2)
| Nº | Fecha               | Torneo     | Superficie | Rival            | Resultado     |
| 1. | 14 de abril de 1996 | Yakarta    | Cemento    | Linda Wild       | WO            |
| 2. | 8 de junio de 1997  | Birmingham | Hierba     | Nathalie Tauziat | 2-6, 6-2, 6-2 |

## Otros torneos
| N.º | Año  | Torneo            | Oponente en la final | Resultado |
| 1.  | 1998 | Juegos de Bangkok | Tamarine Tanasugarn  | 6-4, 6-2  |